# Emil Ščuka
Emil Ščuka (* 9. září 1957, Poprad) je slovenský právník a romský aktivista. Působil jako prokurátor, později jako politik, předseda Romské občanské iniciativy a prezident International Romani Union. Od roku 2007 působí jako ředitel Mezinárodní konzervatoře Praha – International Conservatory Prague, s.r.o.
Mezi některými Romy je vnímán jako osoba, která vydělává na znevýhodněném postavení Romů v ČR a živí se etnobyznysem, a projekty, na nichž se podílí, mají podle některých kritiků nulový význam pro romské etnikum.[zdroj?] Je autorem knihy Cikánský baron jsem já.

## Život

### Období do roku 1989
Emil Ščuka vyrůstal na východním Slovensku poblíž městečka Svit v početné rodině jako nejmladší z deseti sourozenců. V roce 1977 absolvoval gymnázium v Popradu, v témže roce byl přijat na Právnickou fakultu Masarykovy univerzity v Brně.[zdroj?]
Po ukončení Právnické fakulty nastoupil v roce 1982 do funkce prokurátora v Sokolově. V témže roce založil romský divadelní soubor Romen, ve kterém působilo přes 50 účinkujících. Soubor úspěšně vystupoval v Maďarsku, Polsku a na Slovensku. Pro Romen napsal libreto k muzikálu Amaro drom (Naše cesta), jenž měl premiéru v listopadu 1982.[zdroj?]
V roce 1984 založil novou tradici Dnů romské kultury v Sokolově.[zdroj?]
V roce 1986 pro Mezinárodní festival Strážnice autorsky připravil a režíroval komponovaný pořad s názvem Nane oda lavutaris (Není takového houslisty). Pořad získal ocenění Laureát festivalu a Emil Ščuka Zvláštní cenu odborné poroty.[zdroj?]
Roku 1987 vydal v Sokolově první romský časopis Ľil (List).[zdroj?]
Roku 1988 se odstěhoval do Prahy, kde nastoupil jako prokurátor na Městskou prokuraturu. Ani v Praze nezanevřel na divadlo, v Karlíně založil romský divadelní a taneční soubor Amare Roma. Pro něj napsal a režíroval pohádku S čerty nejsou žerty. Ještě téhož roku se soubor zúčastnil natáčení polohraného dokumentu Av te šunel (Pojď a poslouchej), k němuž Emil Ščuka napsal scénář, režie se ujal Jiří Chlumský a kamery Martin Kubala. Natáčení probíhalo mimo jiné i v romských osadách, například ve slovenských Letanovcích. Snímek je inspirován životem a hudební tvorbou legendárního romského muzikanta Jožky Feča.[zdroj?]

### Období 1989–1990
19. listopadu 1989 založil Přípravný výbor Romské občanské iniciativy (ROI) a byl autorem Prohlášení, kterým se o dva dny později ROI přidala k Občanskému fóru.[zdroj?] 26. listopadu pak společně s Ladislavem Rusénkem promluvili k účastníkům demonstrace na Letenské pláni. V následujících dnech a týdnech se stal členem Rady OF a předsedou Národnostní komise.[zdroj?]
10. března 1990 v kulturním domě Eden byl na ustavujícím sjezdu, jehož se zúčastnilo 600 delegátů, zvolen předsedou Romské občanské iniciativy.[zdroj?] 8. a 9. dubna 1990 byl na kongresu International Romani Union zvolen generálním tajemníkem. Emil Ščuka podal návrh na uznání 8. dubna jako Mezinárodního dne Romů. Kongres ve Varšavě návrh přijal a schválil.[zdroj?]
V červnu 1990 se Romská občanská iniciativa účastnila prvních svobodných voleb jako součást Občanského fóra, resp. na Slovensku Verejnosti proti násiliu. Obě politická hnutí ve volbách zvítězila a z kandidátů ROI se do České národní rady dostali JUDr. Milan Tatár, Desider Balog, Ondřej Giňa, Zdeněk Guži a Ing. Karel Holomek. Do Slovenské národní rady to byli Hana Koptová a Dr. Gejza Adam, do Federálního shromáždění pak JUDr. Klára Samková.[zdroj?]
V červenci 1990 Emil Ščuka společně s uměleckou agenturou ROMART pořádal 1. ročník světového festivalu ROMFEST v Brně-Líšni. Na šesti pódiích vystoupilo 2 200 účinkujících a do Líšně dorazilo 25 000 diváků. Festival navštívili i ministři české, slovenské a federální vlády včetně prezidenta Václava Havla.[zdroj?]

### Období od roku 1991

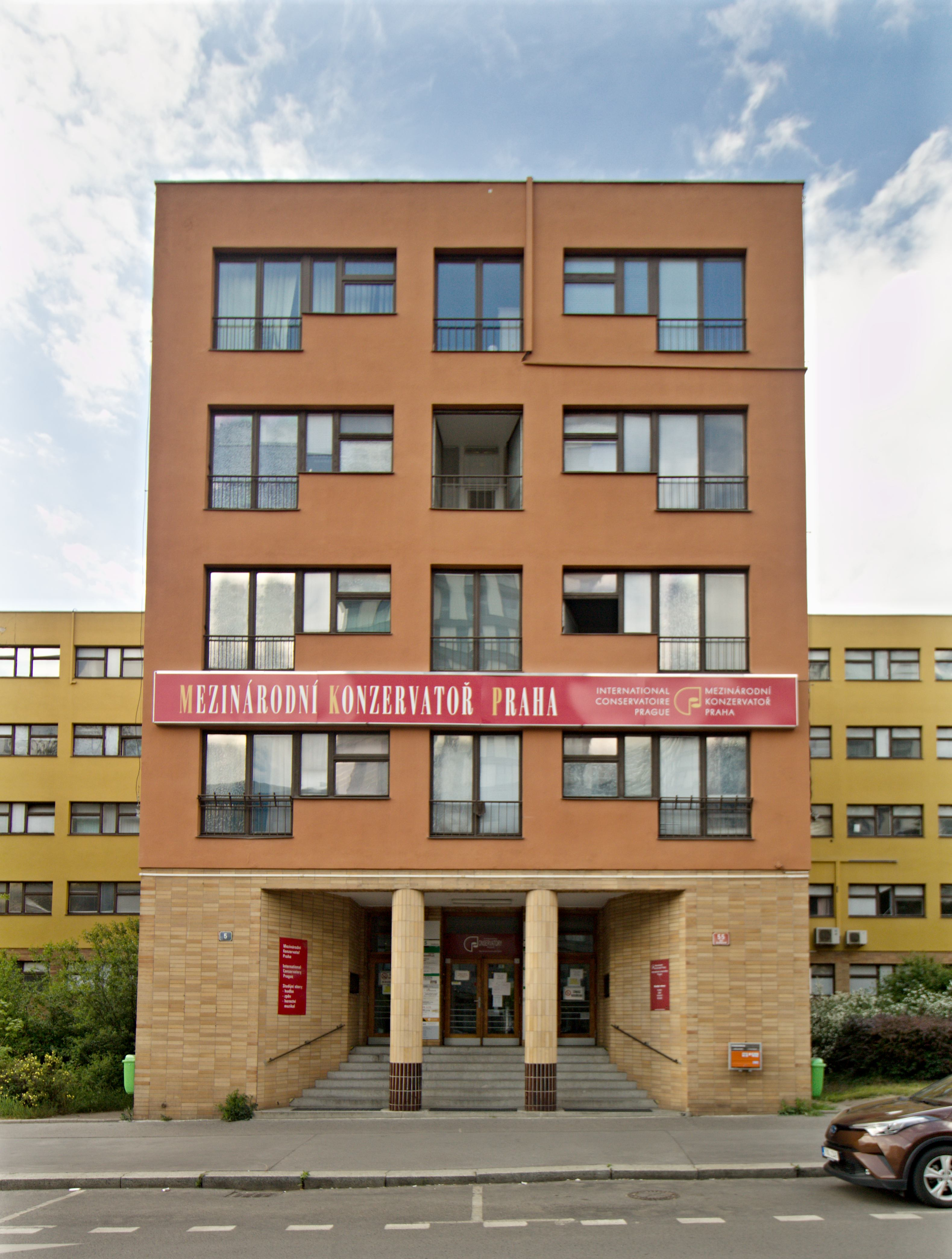
Mezinárodní konzervatoř Praha (Olšanská 55/5)

Od roku 1991 se podílel na přípravě romského televizního magazínu Romale, od roku 1993 do roku 2000 byl jeho producentem. Roku 1992 začal pracovat jako advokát a zároveň se stal šéfredaktorem romského měsíčníku Amaro lav (Naše slovo).[zdroj?]
V roce 1997 založil první rekvalifikační kurzy na obory romský asistent, romský poradce a asistent pedagoga. V návaznosti na rekvalifikační kurzy o rok později, v roce 1998, založil Romskou střední školu v Kolíně.[zdroj?]
27. července 2000 byl na 5. Kongresu International Romani Union v Praze Emil Ščuka zvolen prezidentem IRU. Kongres přijal a schválil i dva klíčové dokumenty, na kterých Emil Ščuka spolupracoval – Deklaraci romského národa a Chartu IRU. Oba dokumenty jsou revolučním a státoprávním počinem, neboť do té doby Romové usilovali pouze o uznání národnosti. Emil Ščuka prosazoval Deklaraci romského národa na všech úrovních, jak u obyčejných Romů, tak i u premiérů a prezidentů jednotlivých vlád v Evropě. Velkým zadostiučiněním vůči všem kritikům Deklarace bylo uzavření Memoranda vzájemné spolupráce a porozumění mezi Českou republikou a International Romani Union 5. dubna 2001. Česká republika se tímto jednoznačně přihlásila k podpoře a uznání romského národa.[zdroj?]
V červnu 2001 Emila Ščuku, jako prezidenta IRU, přijal generální tajemník OSN Kofi Annan. V roce 2004 se Emil Ščuka vzdal další kandidatury na prezidenta IRU ze zdravotních důvodů.[zdroj?]
V roce 2006 založil pobočky Romské střední školy v Praze, Jihlavě, Sokolově, Plzni, Brně a Karviné. V roce 2009 vznikly pobočky v Jablonci na Nisou, Liberci a Hradci Králové.[zdroj?]
V roce 2007 založil Mezinárodní konzervatoř Praha – International Conservatory Prague (MKP). Od roku 2012 je součástí Mezinárodní konzervatoře Praha i Divadlo Apollo, které slouží k prezentaci studentů MKP;[zdroj?] k tomu obdobně od roku 2019 slouží i Kulturní dům Star v Praze Komořanech.
V roce 2013 byl Emil Ščuka producentem původního romského muzikálu Superstar Company.[zdroj?]